# Parkdale (Oregon)
Parkdale és una concentració de població designada pel cens dels Estats Units a l'estat d'Oregon. Segons el cens del 2000 tenia 266 habitants.

## Demografia
Segons el cens del 2000, Parkdale tenia 266 habitants, 88 habitatges, i 68 famílies. La densitat de població era de 163 habitants per km².
Dels 88 habitatges en un 43,2% hi vivien nens de menys de 18 anys, en un 58% hi vivien parelles casades, en un 10,2% dones solteres, i en un 22,7% no eren unitats familiars. En el 15,9% dels habitatges hi vivien persones soles el 4,5% de les quals corresponia a persones de 65 anys o més que vivien soles. El nombre mitjà de persones vivint en cada habitatge era de 2,95 i el nombre mitjà de persones que vivien en cada família era de 3,21.
Per edats la població es repartia de la següent manera: un 30,5% tenia menys de 18 anys, un 10,2% entre 18 i 24, un 26,7% entre 25 i 44, un 21,8% de 45 a 60 i un 10,9% 65 anys o més.
L'edat mediana era de 34 anys. Per cada 100 dones de 18 o més anys hi havia 122,9 homes.
La renda mediana per habitatge era de 31.786 $ i la renda mediana per família de 34.375 $. Els homes tenien una renda mediana de 52.679 $ mentre que les dones 30.313 $. La renda per capita de la població era de 18.091 $. Aproximadament el 8% de les famílies i el 19,7% de la població estaven per davall del llindar de pobresa.

## Poblacions més properes
El següent diagrama mostra les poblacions més properes.